# Golfo dell'Amur
Il golfo dell'Amur (in russo Амурский залив?, Amurskij zaliv) è una grande insenatura situata sulla costa occidentale del mar del Giappone, in Russia. Suddiviso tra il Chasanskij rajon, il Nadeždinskij rajon e il Circondario urbano di Vladivostok, si trova nel Territorio del Litorale (Circondario federale dell'Estremo Oriente).

## Geografia
Il golfo dell'Amur, che fa parte del golfo di Pietro il Grande, è situato a ovest del golfo dell'Ussuri; l'insenatura è delimitata ad est dalla grande penisola di Murav'ëv-Amurskij (dove si trova Vladivostok) e dalle isole dell'arcipelago dell'imperatrice Eugenia. Il golfo è lungo circa 65 km, e largo tra i 9 e i 20 km, la profondità media è di 10–20 m di fronte a Vladivostok, di 15–30 m vicino all'isola Russkij e raggiunge la massima profondità di 50 m tra capo Bruce (42°52′54″N 131°28′10″E) e l'isola di Rikord.
Nella parte nord del golfo sfocia il fiume Razdol'naja. Nel golfo, a nord di Vladivostok, si trova l'isola di Skrebcov (popolarmente conosciuta come Kovrižka, che in italiano significa pan di zenzero) e l'isoletta di Rečnoj; a sud-ovest, nella baia della Narva la piccola Kroličij.
Il golfo dell'Amur comprende alcune insenature minori, tra cui (elencate in senso antiorario): 
- Baia Novik (Бухта Новик), sull'isola Russkij.
- Baia Zolotoj Rog (Бухта Золотой Рог; "baia del corno d'oro"), nella città di Vladivostok.
- Baia Uglovoj (Угловой залив), nella parte settentrionale.
- Baia Pesčanaja (бухта Песчаная), sulla costa occidentale.
- Golfo Perevoznaja (Бухта Перевозная)
- Baia della Narva (Бухта Нарва)
- Golfo Slavjanskij (Славянский залив)

La zona è densamente popolata; a nord di Vladivostok vi sono molti centri abitati: Trudovoe, Prochladnoe, Uglovoe, Zima Južnaja, Tavričanka, Devjatyj Val, De-Friz (Трудовое, Прохладное, Угловое, Зима Южная, Тавричанка, Девятый Вал, Де-Фриз) e sulla costa occidentale: Bezverchovo, Beregovoe, Perevoznaja (Безверхово, Береговое, Перевозная).
Lo stretto del Bosforo orientale (in russo: Босфор Восточный, Bosfor Vostočnyj) collega il golfo dell'Amur a quello dell'Ussuri, separando la penisola Murav'ëva-Amurskij dalle isole Russkij e Elena. Il Bosforo orientale è attraversato dal più lungo ponte strallato del mondo: il ponte dell'isola Russkij.

## Storia
I primi a scoprire ed esplorare il golfo dell'Amur furono gli inglesi, che lo chiamarono Guerin, dal nome del loro ammiraglio. La mappatura dei nomi geografici russi iniziò nella seconda metà del XIX secolo. Nel luglio del 1858 la corvetta America esplorò le acque del golfo dell'Amur per ordine di Evfimij Vasil'evič Putjatin.